# Ильо войвода (квартал на Кюстендил)
„Ильо войвода“ е квартал в град Кюстендил.

## Разположение и граници
Квартал „Ильо войвода“ се намира в източната част на Кюстендил, южно от бул. „Цар Освободител“. Разположен е между бул. „Цар Освободител“ и улиците „Рила“, „Пролет“, „Пиянец“, „Стара планина“, „Перущица“, „Хисарлъка“ и „Хан Аспарух“. Устройственият план на квартала е одобрен със Заповед № 1345:1965 г.

## Исторически, културни и природни забележителности
- Къща музей „Ильо войвода“ – ул. Цар Освободител № 189. В реставрираната къща на Ильо Марков, един от най-бележитите дейци на българското националноосвободително движение е уредена експозиция на тема: „Националноосвободителните борби на населението от Кюстендилския край“.
- Архитектурен паметник на Ильо войвода.
- Къща на Костандий Беровски – къщата на възрожденеца Костандий Попгеоргиев Беровски, четник на Ильо войвода. Построена е в средата на ХІХ век, паметник на културата. Намира се на ул. Цар Освободител № 238 (до къщата музей „Ильо войвода“).
- Къща на Тонче Кадинмостки – къщата на възрожденеца Тонче Кадинмостки, знаменосец в четата на Ильо войвода. Построена е през 30-те години на ХІХ век, паметник на културата. Намира се на ул. Цар Освободител № 191 (до къщата музей „Ильо войвода“).

## Обществени институции и инфраструктура
В квартала преобладава многоетажното тухлено жилищно строителство на еднофамилни и многофамилни сгради. В квартала се намират градската болница, детска градина, супермаркет, както и множество търговски обекти.